# EHow
eHow是一个在线的知识资源，它目前已拥有超过337,000篇关于“这事怎么做”的文章以及相关视频，提供细致到每一个步骤的操作指南。eHow上的作者有专家学者，也有业余人士，内容涵盖了诸多方面各种类型的主题，并且被分门别类有层次的编排好。
通过其自有的社会网络平台，以及用于“用户生成内容”的工具，eHow维护着一个网络社区。在这里，用户可以发布“怎么做”的相关文章、图片、视频剪辑，而eHow则从流量和广告来赚取利润。eHow的用户通过建立个人简介、创建朋友列表、在论坛评论文章以及相关互动，相互熟悉形成关系网络并且进行协作。

## 网站历史
eHow.com建立于1999年3月。公司获得了3000万美元的风险投资，这些投资来自于Hummer Winblad、Media Technology Ventures、General Electric和Fingerhut。公司当时除了一个由Bill Marken（曾是《日落》杂志的首席编辑）和Sharon Beaulaurier领导的包括200名专业作家的编辑团队外，还雇佣了25名工程师。2001年之前，eHow创建了数千相关的文章。这些专业的文章，加上电视和广播的广告宣传，使得eHow成为Internet十大新闻和信息网站之一。尽管有了一定的名气，eHow还是无法实现盈利，在资金用完之后不得不宣布破产。
2001年，IdeaExchange.com为了介入eHow的业务并掌握eHow的读者群，买下了处于破产状态的eHow。eHow到2004年初仍未盈利，于是IdeaExchange将其卖给了Jack Herrick和Josh Hannah。
为了降低开支，Herrick和Hannah在一个兼职软件工程师的协助下自己对eHow进行维护。  他们恢复了在破产时期丢失的网站内容并将其进行改进，使之更易使用。2005年1月，他们开始建立一个基于wiki的eHow伙伴网站——wikiHow，匿名和注册用户都可以在网站上创建、修改相关的文章。从2004年3月到2006年4月，eHow的流量从每月25万用户增至4百万。
2006年3月，eHow被Demand Media买下，而Herrick和Hannah则保持着对wikiHow.的控制。
2006年9月，eHow开通了weHow.com网站，注册用户可以在网站上创建“怎么做”的文章（eHow网站上的文章则专门由专业人士撰写）。2007年3月，伴随着引入了一些社交网络的新元素，比如即时通讯软件、朋友列表和论坛，weHow与eHow进行了合并。
到2007年12月，eHow.com已经成为一个拥有140,000篇“怎么做”相关文章以及视频的网站，每月有1千1百万用户访问。2008年5月，文章数量已增至337,000.篇。

## 外部連結
- eHow网站
- Demand Media公司网站
- "这些网站有个好名字"（页面存档备份，存于）, 华尔街期刊, May 1, 2006
- "eHow申请破产?"（页面存档备份，存于）, Internet.com, February 8, 2001